# Melchor Cabello Luque
Melchor Cabello Luque (Montemayor, Córdoba, principios de noviembre de 1588-Guadalupe, Cáceres, 1 de febrero de 1678), religioso y compositor español.
Hijo de Alonso Cabello y María Luque, Melchor fue bautizado el 14 de noviembre de 1588, acompañado de sus padrinos el rector Andrés de Hinestrosa y Bernarda, su sobrina.
Desde 1613 a 1615 se desempeñó como maestro de capilla de la catedral de Las Palmas de Gran Canaria. Recibió el hábito de monje del monasterio de Guadalupe en 1616, cuando contaba con veintiocho años de edad. A partir de entonces tomó el nombre de Melchor de Montemayor, ocupando varios cargos pero, sin interrupción, el de maestro de capilla. 
Se dedicó a la enseñanza y composición musical, que se plasmó en una abundante obra muy apreciada en la época, y de la cual se conserva a algo en los archivos de Guadalupe, El Escorial, catedral de Las Palmas y catedral de Jaca (Huesca).
Murió el 1 de febrero de 1678, con noventa años de edad.